# دانشگاه کاتولیک پاپی والپارایسو
دانشگاه کاتولیک پاپی والپارایسو (به اسپانیایی: Pontificia Universidad Católica de Valparaíso) یک دانشگاه در شیلی است که در والپارایسو واقع شده‌است.